# Afbetaling (dokumentarfilm)
Afbetaling er en dansk animeret dokumentarfilm fra 1972, der er instrueret af Bent Barfod efter manuskript af Henning Nystad.

## Handling
Hvad sker der, når Adam og Eva har lånt penge til alt, hvad de ejer og har? Så ender de i hamsterhjulet, som alle andre, der forbruger over evne. Humoristisk fabel om afbetalingssystemets velsignelser - og dets konsekvenser.